# Pogonocichla stellata
El rossinyol estel·lat (Pogonocichla stellata) és una espècie d'ocell de la família dels muscicàpids (Muscicapidae), monotípica dins del gènere Pogonocichla. Es troba a l'Àfrica oriental i Austral. Habita els matollars i boscos tropicals i subtropicals de frondoses humits i de l'estatge montà. El seu estat de conservació és considerat de risc mínim.